# The Pulse
The Pulse est une série éditée par Marvel Comics, scénarisée par Brian Michael Bendis et dessinée par Mark Bagley (épisodes #1-5), Brent Anderson (#6-7), Michael Lark (#8-10) et Michael Gaydos (#11-14). La série prit fin au numéro 14 conformément au souhait de l'auteur qui ne pouvait plus continuer à la scénariser, faute de temps. Bendis préféra stopper la série que confier son personnage à un autre auteur.
Il fut un temps question que Paul Jenkins reprit le titre avec un autre personnage principal, créé pour l'occasion mais les évènements House of M, Civil War et World War Hulk se succédant, Jenkins décida de raconter les aventures de Sally Floyd dans les séries Generation M, Civil War: Frontline et World War Hulk: Frontline.

## Synopsis
Thin Air (#1-5)
Jessica Jones, enceinte et en couple avec Luke Cage, décide de trouver une situation plus stable que son cabinet de détective privé Alias Investigations. Contactée par Jonah Jameson du Daily Bugle, elle accepte de participer à la revue The Pulse traitant de l'actualité super-héroïque. Elle devient consultante auprès du journaliste Ben Urich, mis au placard depuis qu'il a choisi de garder pour lui les identités de Daredevil et Spider-Man. Ils se retrouvent confrontés à Norman Osborn, qui a déjà nui à la carrière de Urich.
Secret War (#6-9)
Luke et Jessica sont agressés chez eux par une femme possédant des pouvoirs et ayant apparemment des comptes à rendre avec Luke et Nick Fury. Perdue et manipulée par des forces qui la dépassent, Jessica essaie tant bien que mal de comprendre ce qui se trame. Elle va ainsi découvrir l'existence de la guerre secrète cachée par Nick Fury à New York, racontée dans l'arc Secret War (en).
House of M (#10)
Épisode spécial situé dans l'univers de House of M. Pas de Jessica mais Kat Farrell qui découvre le destin d'Œil de Faucon dans cet univers bouleversé.
Peur (#11-13)
Pendant que Ben Urich enquête sur D-Man et sa descente aux enfers, Jessica se prépare à son rôle de mère. Rôle qui lui tombe dessus un peu plus vite que prévu. Elle en profite pour régler ses comptes avec Jonah Jameson à la suite des évènements de la série New Avengers.
Fin (#14)
Jessica raconte à son bébé sa première rencontre avec son père Luke Cage, quand elle a tenté de reprendre une carrière de super-héroïne) et décide d'accepter sa demande en mariage (le mariage aura lieu dans l'épisode New Avengers Annual #1)
Épisode spécial
De plus, il existe un épisode spécial, imprimé à la manière d'un vrai journal. Se situant dans l'univers de House of M, il est disponible dans le Marvel Méga 27 paru en juin 2006.